# Franciszek Bujak
Franciszek Bujak (* 25. November 1896 in Zakopane; † 11. September 1975 ebenda) war ein polnischer nordischer Skisportler. Er wurde zweimal polnischer Meister im Skilanglauf und in der Nordischen Kombination.

## Werdegang
Nachdem er 1920 seinen Militärdienst beendet hatte, nahm Bujak an den ersten nordischen Skimeisterschaften Polens in Zakopane teil. Mit dem Gewinn des 18-km-Skilanglaufs wurde Bujak der Sieger des ersten Skititels des polnischen Meisters in der Geschichte des polnischen Skisports. Darüber hinaus gewann er den Wettkampf der Kombinierer und wurde Zweiter hinter Leszek Pawłowski beim Spezialsprunglauf.
Bujak war Teilnehmer der Olympischen Winterspiele 1924, wo er nur im Skilanglauf gewertet wurde und dabei über 18 Kilometer den 27. Platz erreichte. Bei den Nordischen Skiweltmeisterschaften 1925 in Janské Lázně startete er nur im Langlauf und belegte dabei den 38. Rang. Sein bestes Weltmeisterschaftsresultat erzielte er 1927 in Cortina d’Ampezzo über 50 km mit dem Erreichen des vierzehnten Platzes.
Nach seiner aktiven Karriere blieb Bujak dem Skisport verbunden. So war er unter anderem zwischen 1935 und 1938 Vizepräsident seines Vereins und später Mitglied im Organisationskomitee der Weltmeisterschaften 1939 und 1962.

## Persönliches
Franciszek ist Bruder des Olympiateilnehmers 1928 Józef und Vater der siebenmaligen polnischen Meisterin in den alpinen Sportarten Anna. Nach seinem Tod wurde Bujak auf dem Neuen Friedhof in Zakopane begraben.

## Resultate

### Olympische Winterspiele
- 1924 Chamonix: 27. Platz im 18-km-Langlauf, DNF in der Nordischen Kombination, DNS im Skispringen

### Weltmeisterschaften
- 1925 Janské Lázně: 38. Platz im 18-km-Langlauf
- 1927 Cortina d’Ampezzo: 14. Platz im 50-km-Langlauf, 26. Platz im 18-km-Langlauf
- 1929 Zakopane: 20. Platz in der Abfahrt